# Norwegian Air Shuttle

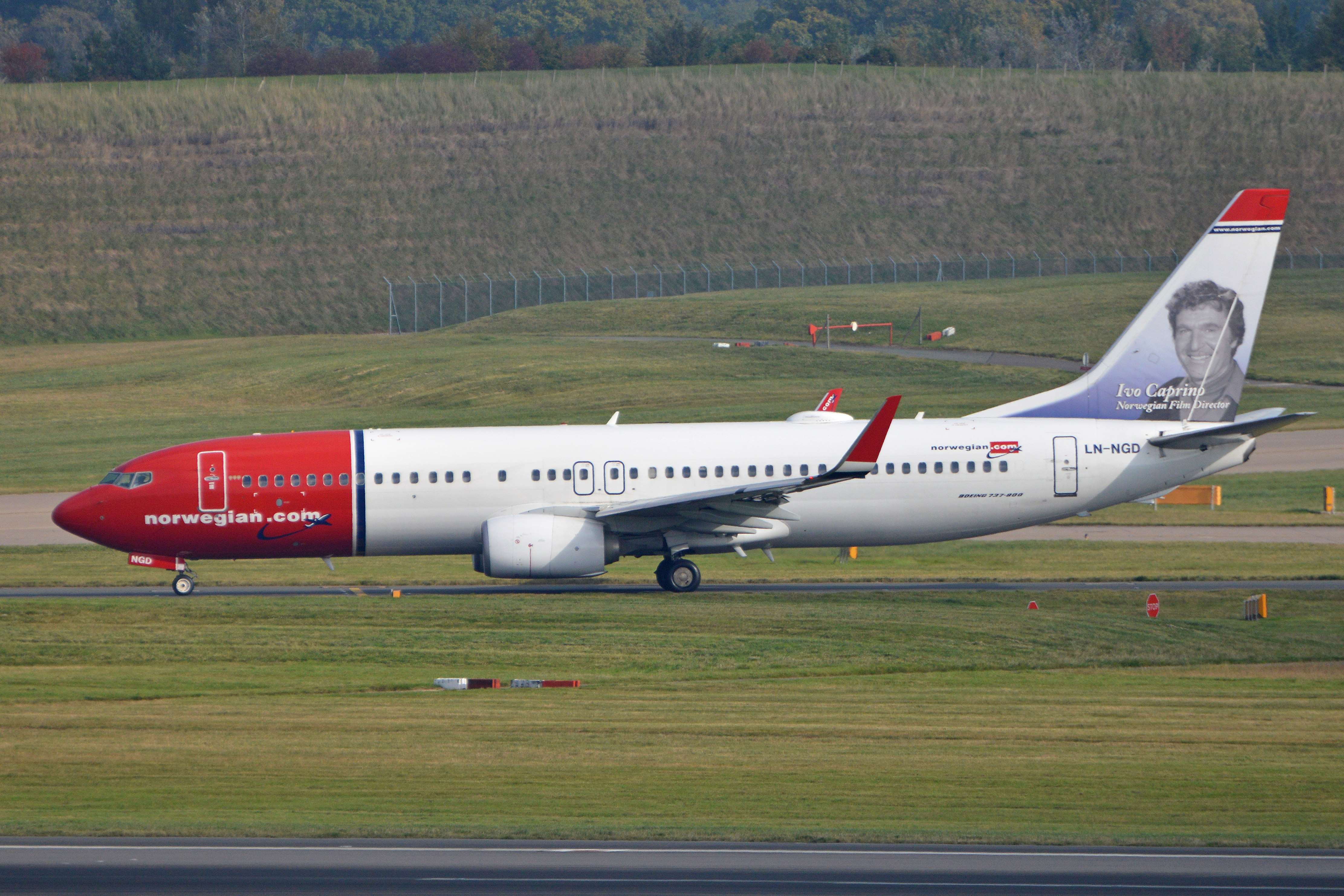
Norwegian Boeing 737-8JP(w) LN-NGD "Ivo Caprino".

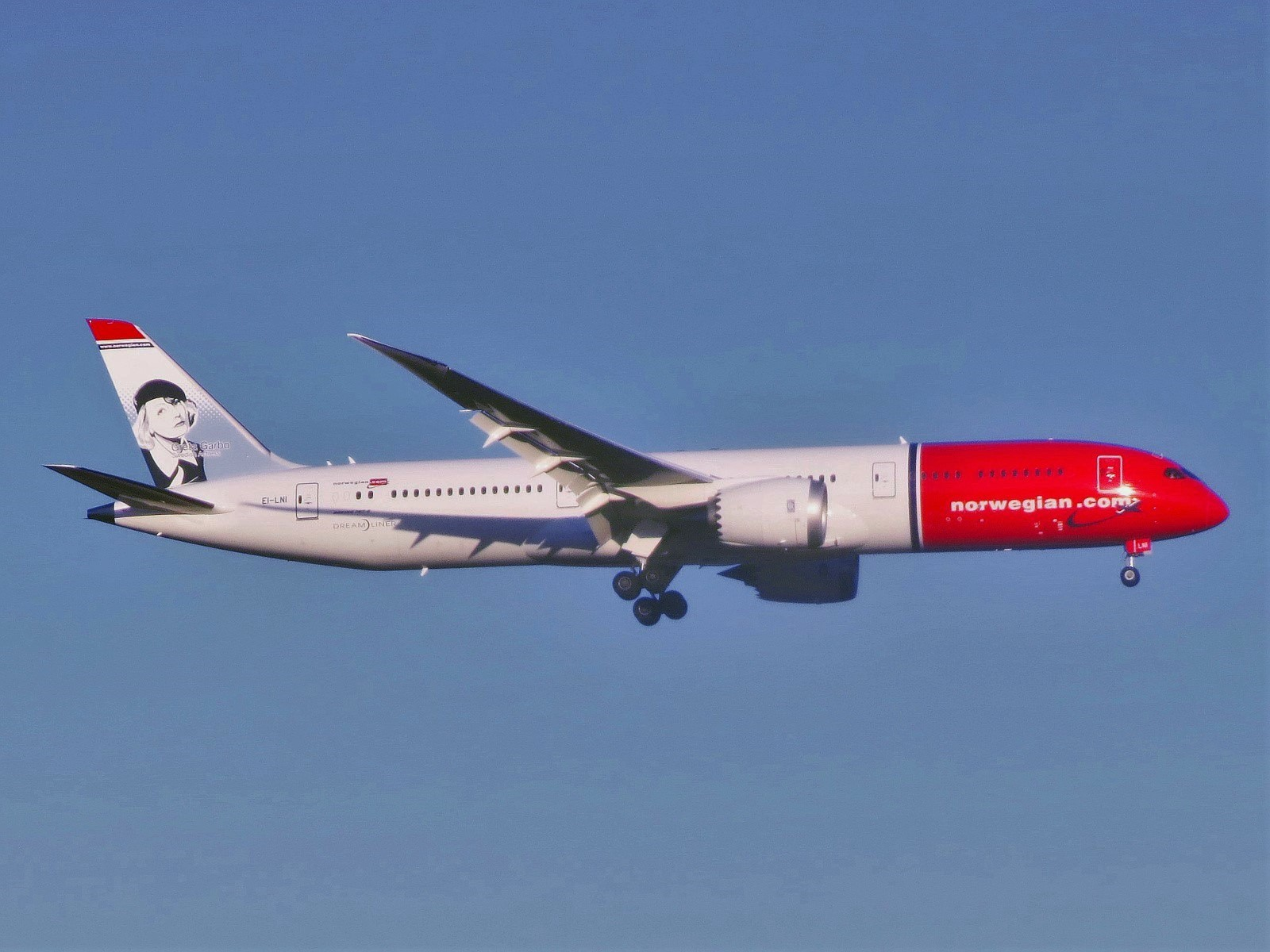
Norwegian Boeing 787-9 Dreamliner EI-LNI (later geregistreerd als LN-LNI) "Greta Garbo"

Norwegian Air Shuttle, kortweg Norwegian genoemd, is een Noorse lagekostenluchtvaartmaatschappij.

## Activiteiten
De luchtvaartmaatschappij heeft haar hoofdkantoor in Fornebu, bij de vroegere luchthaven, direct ten zuiden van Oslo. De basis is Gardermoen, de luchthaven van Oslo.
Norwegian Air Shuttle ASA is de moedermaatschappij van de Norwegian Group. De Group bestaat uit dochterondernemingen in Noorwegen, Zweden, Denemarken, Finland, Ierland, Spanje, Letland en het Verenigd Koninkrijk.
Norwegian is het moederbedrijf van een reeks andere dochtermaatschappijen:
- Norwegian Air International
- Norwegian Air Norway
- Norwegian Air Sweden
- Norwegian Air UK

De luchtvaartmaatschappij heeft bestemmingen in geheel Europa en enkele landen die aan dit werelddeel grenzen.
Per jaareinde 2022 telde het bedrijf 3871 medewerkers verdeeld over het hoofdkantoor en negen bases in vijf landen. De meeste werknemers zijn in Noorwegen actief gevolgd door Zweden. Tezamen werkt in deze twee landen iets meer dan de helft van het personeel. Er vlogen 17,8 miljoen passagiers met Norwegian, maar in 2019 was dit nog 36,2 miljoen passagiers. In 2022 bestond de vloot uit 70 moderne Boeing 737s (2019: 156). In 2022 maakte het bedrijf weer winst op de vliegdiensten.

### Resultaten
In de tabel hieronder staan de belangrijkste operationele en financiële gegevens vanaf 2015. In 2020 en 2021 was sprake van een sterke daling van het aantal passagiers door de coronapandemie. Het hoge verlies in 2020 was mede veroorzaakt door de verkoop van een groot deel van de vloot tegen prijzen die lager waren dan de boekwaarde.
| Jaar | Omzet  | EBIT    | Netto- resultaat | Passagiers (× miljoen) | Vloot (jaareinde) |
| ---- | ------ | ------- | ---------------- | ---------------------- | ----------------- |
| 2015 | 22.491 | 348     | 246              | 25,8                   | 99                |
| 2016 | 25.951 | 1821    | 1135             | 29,3                   | 116               |
| 2017 | 30.948 | −2002   | −1794            | 33,1                   | 144               |
| 2018 | 40.266 | −3851   | −1454            | 37,3                   | 164               |
| 2019 | 43.522 | 856     | −1609            | 36,2                   | 156               |
| 2020 | 9.096  | −23.768 | −23.040          | 6,9                    | 131               |
| 2021 | 5.068  | −2786   | 1871             | 6,2                    | 51                |
| 2022 | 18.869 | 1502    | 1005             | 17,8                   | 70                |
| 2023 | 25.539 | 2232    | 1737             | 20,6                   | 87                |

## Geschiedenis
De luchtvaartmaatschappij werd in 1993 opgericht onder de naam Norwegian Air Shuttle. Oorspronkelijk vloog Norwegian vooral in opdracht van Braathens op lijnen in het westen van Noorwegen. Daarbij werd gebruikgemaakt van de Fokker 50. Norwegian was lid van de European Low Fares Airline Association (ELFAA), een Europese samenwerking van lowcostmaatschappijen. Norwegian is een van de leden van Airlines for Europe.
In 2002 werd het beleid gewijzigd. Het bedrijf presenteert zich sindsdien als lagekostenmaatschappij. De merknaam is daarbij gewijzigd in Norwegian.com. Er wordt gevlogen met de Boeing 737-800, Boeing 737 MAX en Boeing 787 naar bestemmingen binnen Europa.
Vanaf 2016 bood Norwegian ook intercontinentale vluchten aan, eerst naar de Verenigde Staten en later gevolgd met diensten op luchthavens in Azië. De coronapandemie maakte een einde aan deze activiteiten.
In april 2018 deed International Airlines Group (IAG) een overnamebod op Norwegian. In juni van dat jaar werd bekend dat Lufthansa ook gesprekken met Norwegian voerde. In januari 2019 maakte IAG bekend geen bod te doen en heeft een eigen prijsvechter, LEVEL, opgericht om de concurrentie aan te gaan.
In 2020 voelde de maatschappij de negatieve gevolgen van de pandemie. Op 16 maart 2020 werd sterk gesneden in de diensten, 85% van de vluchten werden geannuleerd en voor 7300 medewerkers werd ontslag aangevraagd. Norwegian stond er al financieel slecht voor, in de jaren 2017, 2018 en 2019 leed het verlies en de schulden waren fors opgelopen naar US$ 7,9 miljard per jaareinde 2019. Op 20 april 2020 vroeg de maatschappij voor diverse bedrijfsonderdelen een faillissement aan.
In mei 2020 kreeg Norwegian een kredietgarantie van de Noorse regering, een deel van de schulden was kwijtgescholden of omgezet in aandelen. De leasemaatschappijen AerCap and het Chinese BOC Aviation waren de grootste aandeelhouders geworden met een belang van 15,9% en 12,7% respectievelijk.
Medio 2023 werd Widerøe overgenomen. Norwegian betaalde 1,1 miljard Noorse kroon voor deze Noorse luchtvaartmaatschappij. Met deze overname versterkt de maatschappij haar positie op de binnenlandse markt. De twee werkten al samen en blijven vliegen onder de huidige merknamen. Widerøe heeft vooral diensten op zo'n 40 Noorse kleine en middelgrote vliegvelden en internationaal naar enkele Europese landen.

## Vloot
| Vloot (april 2020)          | Vloot (april 2020) | Vloot (april 2020) | Vloot (april 2020) | Vloot (april 2020) | Vloot (april 2020) | Vloot (april 2020) | Vloot (april 2020) | Vloot (april 2020) | Vloot (april 2020) |
| Vliegmaatschappij           | IATA               | ICAO               | Callsign           | Vliegtuigtypes     | Vliegtuigtypes     | Vliegtuigtypes     | Vliegtuigtypes     | Vliegtuigtypes     | Opmerkingen        |
| Vliegmaatschappij           | IATA               | ICAO               | Callsign           | Boeing 737         | Boeing 737         | Boeing 787         | Boeing 787         | Totaal             | Opmerkingen        |
| Vliegmaatschappij           | IATA               | ICAO               | Callsign           | -800               | MAX                | -8                 | -9                 | Totaal             | Opmerkingen        |
| --------------------------- | ------------------ | ------------------ | ------------------ | ------------------ | ------------------ | ------------------ | ------------------ | ------------------ | ------------------ |
| Norwegian Air Shuttle       | DY                 | NAX                | NOR SHUTTLE        | 20                 | 3                  | –                  | –                  | 23                 | –                  |
| Norwegian Air International | D8                 | IBK                | NORTRANS           | 30                 | 2                  | –                  | –                  | 32                 | –                  |
| Norwegian Air UK            | DI                 | NRS                | REDNOSE            | –                  | –                  | –                  | 13                 | 13                 | –                  |
| Norwegian Air Argentina     | DN                 | NAA                | NORUEGA            | 3                  | –                  | –                  | –                  | 3                  | –                  |
| Norwegian Long Haul         | DU                 | NLH                | NORSTAR            | –                  | –                  | 8                  | 13                 | 21                 | –                  |
| Norwegian Air Sweden        | LE                 | NSW                | NORDIC             | 37                 | 13                 | –                  | 3                  | 53                 | –                  |
| Totaal Norwegian            | Totaal Norwegian   | Totaal Norwegian   | Totaal Norwegian   | 90                 | 18                 | 8                  | 29                 | 145                |                    |